# Egyiptom vasúti közlekedése

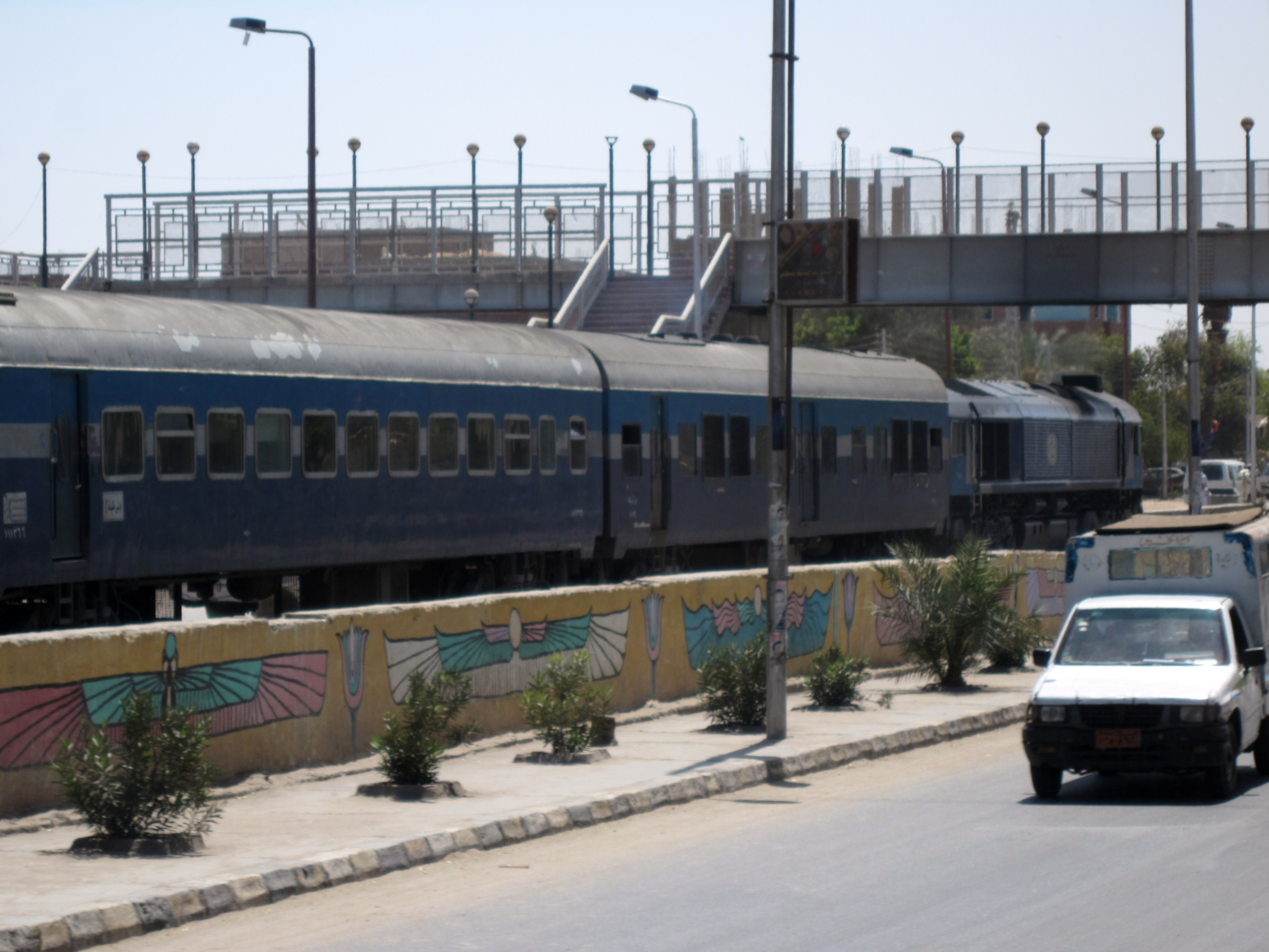
Személyvonat Egyiptomban

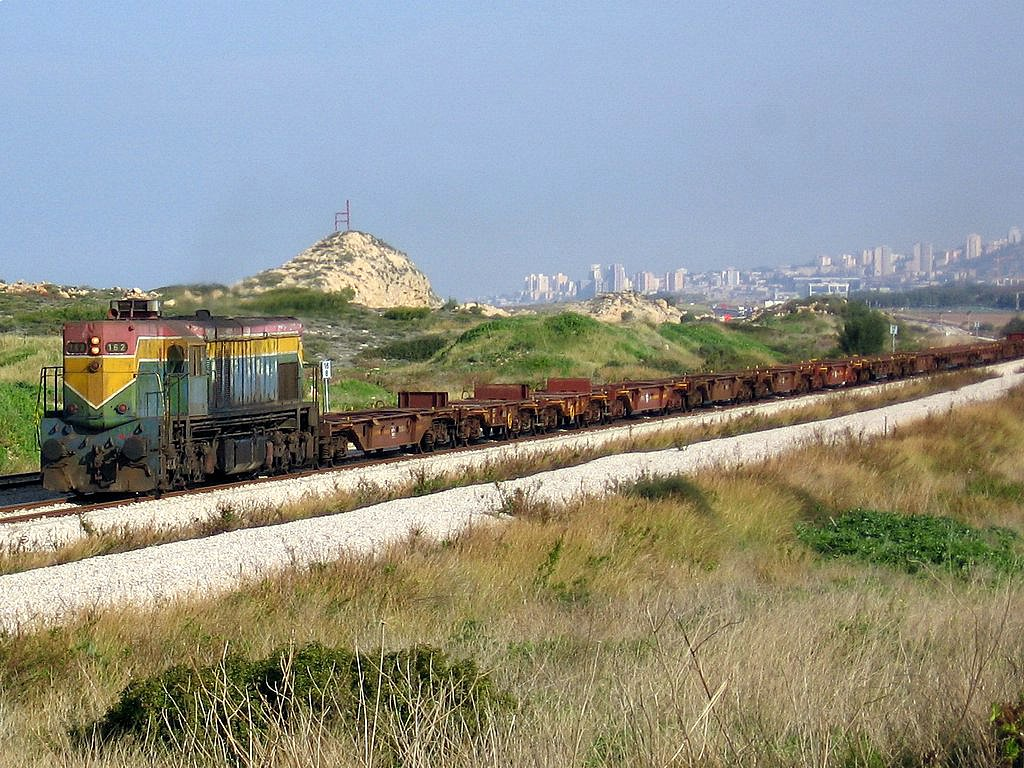
Tehervonat Egyiptomban

Egyiptom vasúthálózatának hossza 5 500 km, mely normál nyomtávolságú (1 435 mm). Egy rövidebb, 62 km-es szakasz villamosítva van 25 kV 50 Hz váltakozó árammal. Állami vasúttársasága az Egyiptomi Nemzeti Vasutak (Egyptian National Railways, ENR).

## Járművek
Egyiptom állami vasúttársasága az alábbi járművekkel rendelkezett 2010-ben:

### Mozdonyok
| Sorozat  | Tengelyelrendezés | Darabszám | Forgalomba állás | Teljesítmény kW | Max sebesség Km/h | Gyártó           |
| -------- | ----------------- | --------- | ---------------- | --------------- | ----------------- | ---------------- |
| ENR 1101 | Bo'Bo'            | 30        | ?                | 900             | 80                | Alstom           |
| ENR 2000 | Co'Co'            | 45        | 1995             | 1845            | 160               | Alstom           |
| ENR 2100 | Co'Co'            | 23        | 1997             | 1845            | 120               | Alstom           |
| ENR 2120 | Co'Co'            | 40        | 2009             | 1850            | 120               | General Electric |
| ENR 2301 | Co'Co'            | 30        | ?                | 1323            | ?                 | General Electric |
| ENR 3016 | Co'Co'            | 178       | 1977             | 1654            | 120               | EMD              |
| ENR 3201 | Co'Co'            | 21        | 1982             | 1654            | ?                 | EMD              |
| ENR 3224 | Co'Co'            | 28        | 1983             | 1654            | 120               | EMD              |
| ENR 3241 | Co'Co'            | 60        | 1976             | 1654            | 120               | Henschel / EMD   |
| ENR 3412 | Co'Co'            | 33        | 1973             | 1470            | 124               | EMD / GMDL       |
| ENR 3445 | Co'Co'            | 15        | 1984             | 1654            | ?                 | GMDL             |
| ENR 3451 | Co'Co'            | 23        | 1974             | 1936            | 140               | Voroshilovgrad   |
| ENR 3471 | Co'Co'            | 18        | 1992             | 1654            | ?                 | EMD              |
| ENR 3551 | Bo'Bo'            | 31        | 1973             | 736             | ?                 | Ganz–MÁVAG       |
| ENR 3601 | Bo'Bo'            | 61        | 1982             | 1103            | ?                 | GMDL             |
| ENR 3701 | Co'Co'            | 97        | 1960             | 1040            | 105               | EMD              |
| ENR 3801 | Co'Co'            | 32        | 1977             | ?               | ?                 | EMD              |
| ENR 3833 | Bo'Bo'            | 167       | 1980             | 1103            | ?                 | GMDL             |
| ENR 4301 | C                 | 98        | 1961             | 294             | 30 / 60           | Ganz–MÁVAG       |

### Motorvonatok
| Sorozat  | Tengelyelrendezés | Darabszám | Forgalomba állás | Teljesítmény kW | Max sebesség Km/h | Gyártó | Ülőhelyek száma |
| -------- | ----------------- | --------- | ---------------- | --------------- | ----------------- | ------ | --------------- |
| ENR 6600 | DMU-5             | 5         | 1983             | 2020            | 160               | ANF    | 293             |

## Vasúti kapcsolata más országokkal
- Líbia - építés alatt
- Szudán - nincs, eltérő nyomtáv
- Palesztina - megszűnt
- Izrael - megszűnt